# Propachyrucos
Propachyrucos — вимерлий рід нотоунгулят. Він жив з пізнього олігоцену до раннього міоцену на території сучасної Південної Америки.

## Опис
Ця тварина була розміром з великого зайця, з черепом довжиною 10 сантиметрів. Його тіло було струнким, з дуже коротким хвостом і сильними передніми ногами, хоча й набагато коротшими за задні, оснащеними довгими плюсневими кістками.
Череп мав повний зубний ряд, але другий і третій різці, а також ікла та перші нижні премоляри були рудиментарними. Перші верхні різці були дуже великими і демонстрували значний розвиток. Моляри мали дві внутрішні складки, розділені ще однією глибокою складкою, як у Interatheriidae; зубний цемент був присутній, але в меншій мірі, ніж у Interatherium. Нижні зуби були плоскими зовні і дволопатевими зсередини.
Гомілкова та малогомілкова кістки не були зрощені, а кістки передпліччя та гомілки були відповідно коротшими за плечову та стегнову кістки, але задні ноги були значно довшими за передні. Другий і третій пальці руки були однакової довжини, а четвертий був меншим; п'ятий палець був маленький, навіть менший, ніж у родича Pachyrukhos. Рука здається більш спеціалізованою, ніж у Pachyrukhos, і схожа на руку Paedotherium. Плеснові кістки подовжені, особливо третя.

## Палеоекологія
Propachyrucos та його родичі були тваринами, які добре вміли бігати та стрибати. Пропорції тіла, подібні до Propachyrucos, також можна знайти в Cainotheriidae, групи парнопалих з олігоцену-міоцену Європи.